# عبد العزيز الأصرم
عبد العزيز الأصرم ويعرف باسم عزوز الأصرم، ولد في 25 مارس 1928 في تونس العاصمة وتوفي بها في 31 يناير 2017، هو سياسي وشخصية كرة القدم تونسي.

## السيرة الذاتية

### العائلة والتكوين
ينتمي عبد العزيز الأصرم لعائلة عريقة ومرموقة من مدينة تونس. والده هو الشاذلي الأصرم، وهو موظف وصاحب آراضي، ينحدر بدوره من سلالة اشتغل العديد منهم كسيكرتير في وزارة القلم في القرنين الثامن عشر والتاسع عشر. والدته هي صفية، ابنة شيخ الإسلام محمد الطاهر بن عاشور، وهم بدورهم عائلة عريقة معروفة على الساحة الدينية.

لعب في شبابه مع النادي الإفريقي، وزاول تعليمه في باريس في مجال القانون فتحصل على شهادة ليسانس فيه، قبل أن يدرس لمدة سنتين في المدرسة الوطنية للإدارة بباريس.

### المسار المهني والسياسي والرياضي
زاول مساره المهني في وزارة الشؤون الخارجية ووزارة المالية والتخطيط. عين في 25 سبتمبر 1974 في منصب وزير الاقتصاد الوطني (حاليا وزارتي الصناعة والتجارة) وذلك في حكومة الهادي نويرة، وبقي على رأسها حتى 26 ديسمبر 1977.

انضم في نفس الوقت لإدارة النادي الإفريقي عبر مختلف مكاتبه، وترأسه لفترتين بين 1964 و1966، ثم بين 1971 و1977. أثناء رئاسته، فاز فريق كرة القدم ثلاثة مرات بالبطولة وأربع مرات بالكأس، إضافة إلى الكأس المغاربية للأندية الفائزة بالكؤوس في 1971 والكأس المغاربية للأندية البطلة ثلاثة مرات بين 1974 و1976.

## روابط خارجية
- عبد العزيز الأصرم على موقع مونزينجر (الألمانية)